# خالط داونس

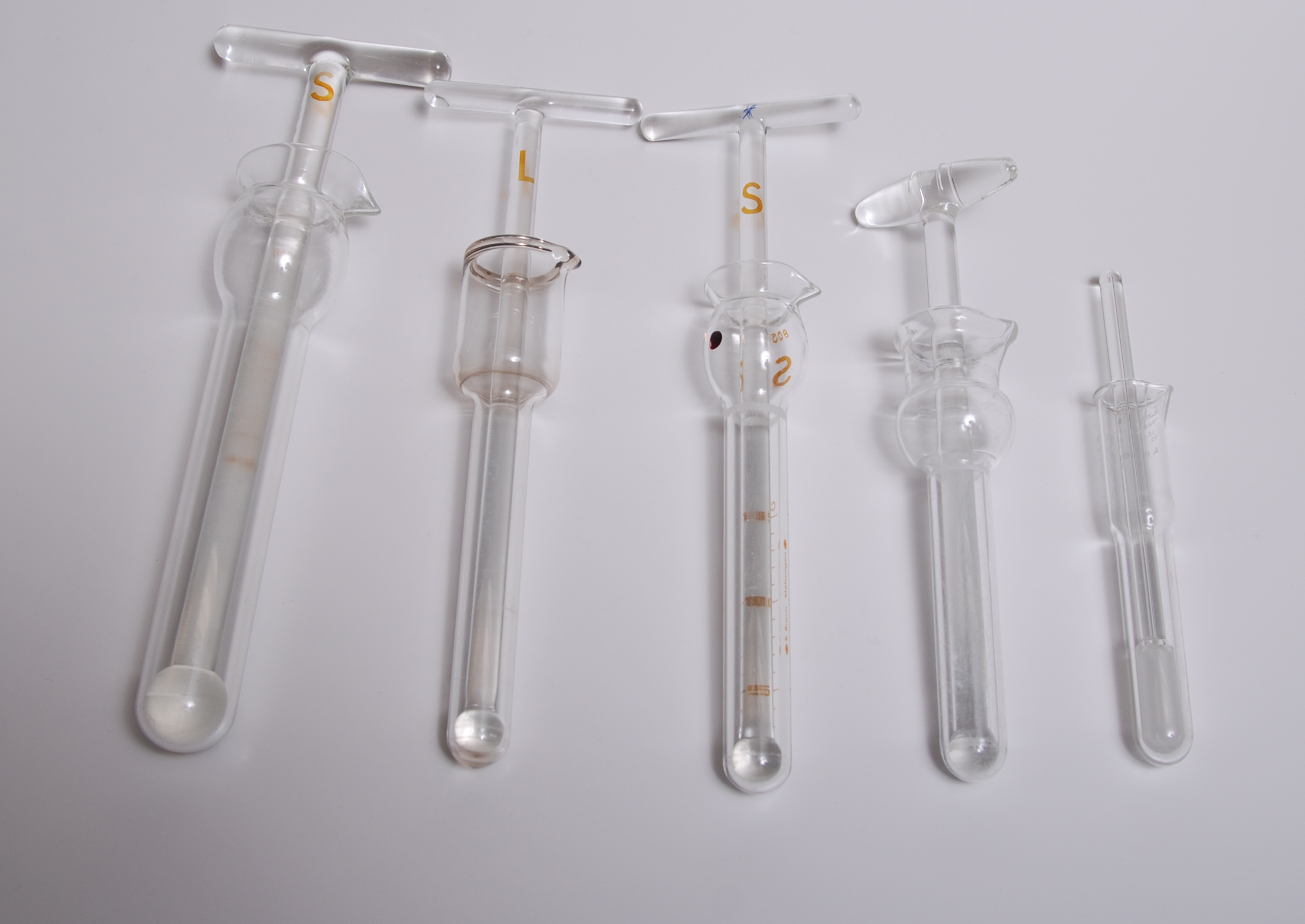
أجهزة خالط داونس، وهي الأجهزة المستخدمة للتحليل الميكانيكي للأنسجة أو الخلايا، اخترعها ألكسندر داونس وسميت باسمه.

خالط داونس (بالإنجليزية: Dounce homogenizer)‏، هي أجهزة اخترعها ألكسندر داونس وسُميت باسمه، وتُسمى أيضًا "Douncer"، وهي أنبوب زجاجي أسطواني، مغلق من أحد طرفيه، مزود بمدقين زجاجيين بأقطار خارجية محددة بعناية، مخصص للخلط (التجانس) اللطيف لخلايا الكائنات حقيقية النواة (مثل خلايا الثدييات). لا تزال أجهزة خالط داونس تُستخدم بشكل شائع حتى اليوم لعزل العضيات الخلوية.
تتمتع مدقتا جهاز الخلط (المعروفتان باسم المدقات "الفضفاضة" أو "A" و"الضيقة" أو "B") بقطر خارجي محدد بعناية، بالنسبة إلى القُطر الداخلي للأسطوانة. المدقة "A" (الفضفاضة) لها خلوص من جدار الأسطوانة يبلغ (~0.0025 - 0.0055 بوصة) بينما المدقة "B" (الضيقة) فيبلغ الخلوص (~ 0.0005 - 0.0025 بوصة). يسمح ذلك بتحلل الأنسجة والخلايا عن طريق إجهاد القص مع الحد الأدنى من درجة التسخين (إن وجدت)، وبالتالي ترك العضيات المستخرجة أو مجمعات الإنزيمات الحساسة للحرارة سليمة إلى حد كبير.

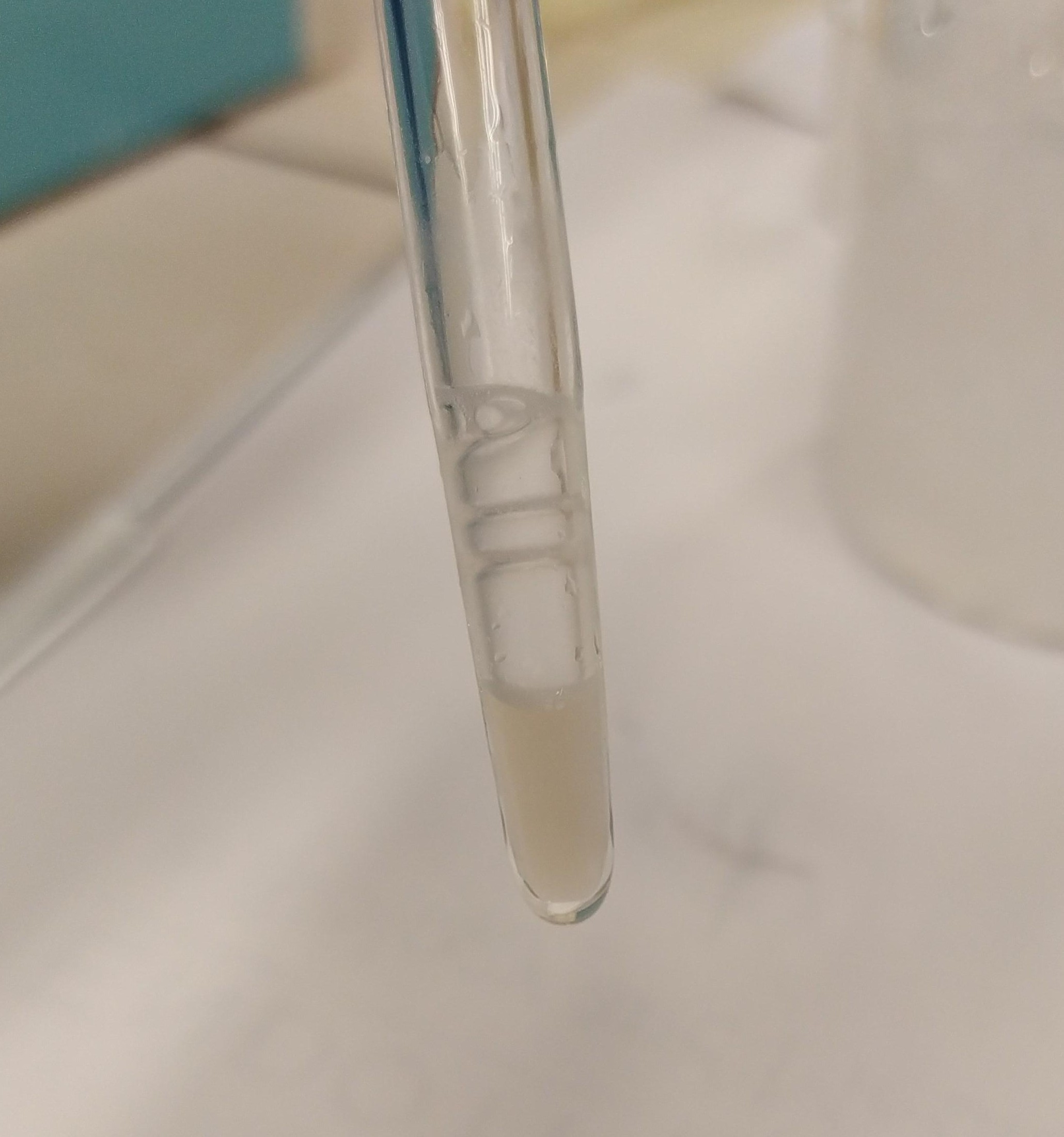
الجزء السفلي من أنبوب خالط داونس.

عادةً، يجري قطع الأنسجة الرخوة (مثل كبد الثدييات) أو تكسيرها إلى قطع أصغر ووضعها في الأسطوانة الزجاجية، جنبًا إلى جنب مع حجم مناسب من محلول التحلل المناسب. يجري الخلط عن طريق عدد محدد من "التمريرات" للمدقات، أولاً باستخدام المدقة الفضفاضة، ثم باستخدام المدقة الضيقة، لأعلى ولأسفل الأسطوانة. تعتبر خمس إلى عشر تمريرات عددًا نموذجيًا. عادةً ما يجري إنتاج خالط داونس من زجاج البورسليكات، ولكنها هشة، ويجب استخدامها بحذر. يجب أن يجري خلط الأنسجة الصلبة قبل استخدامها في جهاز خالط داونس.
الخلايا حقيقية النواة ذات جدران الخلايا الصلبة، مثل خميرة الجعة Saccharomyces cerevisiae، لا يمكن أن يجري تحليلها مباشرة باستخدام خالط داونس، ما لم يجؤي تكسير جدار الخلية أولاً (على سبيل المثال مع الليتيكاز، أو الإنزيمليز في حالة S. cerevisiae).